# Коссе-Бриссак, Симон Шарль Тимолеон Пьер де
Симон Шарль Тимолеон Пьер де Коссе, 12-й герцог де Бриссак (13 марта 1900[…], VIII округ Парижа — 4 апреля 1993, Булонь-Бийанкур) — французский писатель, мемуарист и предприниматель из рода Коссе-Бриссак.

## Биография
Родился в 1900 году в Париже. Окончил Политехническую школу. Достигнув совершеннолетия в 1918 году, на завершающем этапе Первой мировой войны служил во французской армии. 
В 1924 году женился на Мэй Шнайдер, дочери промышленника Эжена Шнайдера из известной во Франции семьи Шнайдер, владельца машиностроительных и оружейных заводов. В дальнейшем занимал ключевые должности в компании Schneider, с 1939 года был генеральным директором компании Schneider-Westinghouse.
Владел особняком в Париже, где в годы Второй мировой войны устраивал приёмы для ключевых коллаборационистов — сторонников правительства Виши, которые посещали Коко Шанель, писатель Поль Моран (который после войны 12 лет, из-за негативного отношения Шарля де Голля, не мог вернуться во Францию), Пьер Дриё ла Рошель (покончивший с собой после высадки союзников в Нормандии) и многие другие. 
В 1944 году унаследовал от отца титул герцога и семейный замок Бриссак. 
После войны занялся литературой. С 1950-х по 1980-е годы  опубликовал труды по истории, охоте, рассказы о путешествиях и своё самое известное произведение, своеобразную хронику XX века в четырех томах:
- En d'autres temps (1900-1939), Paris, Grasset, 1972, 455 p.,
- La Suite des temps (1939-1958), Grasset, 1974,
- Le Temps qui court (1959-1974), Grasset, 1977,
- Le Château d'en face (1974-1985), Grasset, 1986,

за первый из которых получил премию Сен-Симона. 
Он также был президентом Жокей-клуба (фр.) — элитарной организации, похожей на Английский клуб в дореволюционной Москве.
Скончался герцог в 1993 году в Париже. Его сын, Франсуа де Коссе (1929—2021) унаследовал титул, став 13-м герцогом де Бриссаком. Он также являлся президентом Жоккей-клуба (1997—2014).

## Произведения
- La duchesse d'Uzès, Paris, Gründ, 1950, 201 p.
- Les Brissac, Maison de Cossé, Fasquelle, 1973 (1 éd. 1952), 448 p.
- À la Billebaude à travers l'Yveline, Crépin-Leblond, 1955, 214 p.
- Chasse (ill. J. P. M. Boyrie), Crépin-Leblond et cie, 1957, 109 p.
- La Vénerie, étude, Del Duca, 1966.
- Nord Kapp ou la Norvège vue par un Français, Del Duca, 1967
- Jacques Gandouin (préf. Pierre de Brissac, ill. Georges Allary), Guide du protocole et des usages, Paris, Stock, 1979, 604 p., ISBN 2-234-01131-0 (предисловие к книге)